# NGC 5012
NGC 5012 ist eine Balken-Spiralgalaxie mit aktivem Galaxienkern vom Hubble-Typ SBc im Sternbild Haar der Berenike am Nordsternhimmel. Sie ist schätzungsweise 117 Millionen Lichtjahre von der Milchstraße entfernt und hat einen Durchmesser von etwa 105.000 Lichtjahren. Wahrscheinlich bildet sie gemeinsam mit PGC 45884 (auch NGC 5012 A) ein gravitativ gebundenes Galaxienpaar und mit NGC 5016 bilden sie die kleine Galaxiengruppe LGG 336.
Die Typ-IIn-Supernova SN 1997eg wurde hier beobachtet.
Im selben Himmelsareal befinden sich unter anderem die Galaxien PGC 45819, PGC 214086, PGC 214087, PGC 1677495.
Das Objekt wurde am 10. April 1785 vom deutsch-britischen Astronomen Wilhelm Herschel mit einem 18,7-Zoll-Spiegelteleskop entdeckt, der sie dabei mit „cB pL“ beschrieb.

## NGC 5012-Gruppe (LGG 336)
| Galaxie   | Alternativname | Entfernung/Mio. Lj |
| --------- | -------------- | ------------------ |
| NGC 5012  | PGC 45795      | 117                |
| NGC 5016  | PGC 45836      | 117                |
| PGC 45884 | UGC 8290       | 115                |